# CR39

Struttura.

Il CR39 o poliallil-diglicol-carbonato (PADC) è un polimero plastico appartenente alla classe dei poliesteri.

## Storia
La Columbia-Resins progettò su ordinazione un altro materiale avente lo scopo di realizzare il parabrezza degli aerei militari. Furono testati circa 180 monomeri termoindurenti tra cui fu scelto il composto numero 39 (glicocarbonato di allile) meglio conosciuto come Columbia Resins 39 o CR39.
Nel 1947 un optometrista di nome Robert Graham intuì le potenzialità che il CR39 poteva avere anche nella produzione di lenti oftalmiche leggere infrangibili e meglio resistenti ai graffi del plexiglas (pmma). Il CR39 è stato inoltre ampiamente impiegato per la rivelazione di tracce nucleari (particelle alfa, prodotti di fissione) mediante attacco chimico della superficie e successiva analisi con microscopio ottico.

## Caratteristiche
Questo polimero garantisce proprietà ottiche e meccaniche vantaggiose rispetto al vetro crown, con indice di rifrazione di 1,498 (vetro crown 1,523) e bassa dispersione cromatica (numero di Abbe 57, 8), trasmittanza 93%,ma peso specifico 1,39 circa la metà del vetro crown con resistenza all'impatto 4 volte superiore. Bassa protezione UVA. 
Il CR39 è un materiale più morbido del vetro ed a tale inconveniente si ovvia con opportuni trattamenti antigraffio, il più diffuso è il coating organico. Si tratta di un rivestimento con una vernice antigraffio 4-6 micron realizzato mediante bagno di polisilossano(materiale organico trasparente contenente silice)
Il confronto con altri materiali ottici quali il metacrilato con cui sono costruiti alcuni accessori ottici di qualità medio-bassa quali gli occhiali premontati permette di comprendere la bontà del materiale e la sua diffusione. Il metacrilato pur avendo caratteristiche ottiche molto simili al CR39, ha invece caratteristiche fisico-meccaniche molto inferiori quali la resistenza all'impatto, la durezza superficiale (graffi), alta termolabilità (si altera se esposto al sole) e un basso numero di Abbe con la conseguenza di un'alta aberrazione cromatica (disperde la luce come l'arcobaleno) che ne pregiudica la qualità ottica rispetto al CR39.
Il CR39, nelle leggere varianti prodotte da ogni azienda, risulta essere il materiale di base per le lenti oftalmiche di medio basso potere. La resistenza chimica del CR39 è ottima, la superficie non viene intaccata da diversi solventi: acqua, alcool etilico, trielina, acetone e diluente nitro. Possiede inoltre una biodegradabilità molto scarsa e rimane inalterato nell'ambiente per lungo tempo quindi è altamente inquinante; nella lavorazione con mole a bagno d'acqua, le polveri di lavorazione non eventualmente separate finiscono nell'apparato fognario e si accumulano inalterate nelle falde acquifere o nel mare.

## Trattamenti
La resistenza alle abrasioni del CR39 è media, per migliorarla si può effettuare un trattamento indurente sulla superficie in modo da aumentarne la resistenza alle abrasioni.
Un ulteriore trattamento disponibile e consigliato è l'antiriflesso, che permette di ridurre drasticamente i riflessi residui delle superfici. I trattamenti antiriflesso odierni sono molto evoluti e sempre combinati a un trattamento indurente apposito per la lente base e a un trattamento per rendere la superficie esterna (del trattamento) più resistente, meno sensibile allo sporco e all'appannamento. Il CR39 si può colorare normalmente per immersione in un bagno apposito e si possono ottenere tutte le tinte possibili. Le lenti fotocromatiche organiche o infrangibili, nelle quali si ha il fotocromatismo (cioè un aumento della tonalità della lente proporzionale alla luce), non utilizzano come materiale base il CR39 per incompatibilità con il trattamento di superficie. Per realizzare lenti fotocromatiche infrangibili vengono utilizzati polimeri diversi dal CR39 come Mitsui Resins ad alto indice 1,6-1,67-1,74 (MR8, MR10, MR174)

## Limiti e svantaggi
L'unico limite di questo materiale è la ridotta elasticità e resistenza meccanica, tale per cui il CR39 non risulta essere il materiale migliore per occhiali cosiddetti "a giorno", comunemente nominati "senza montatura" o "Glasant".
In questi occhiali le lenti sono agganciate alla montatura con delle viti o supporti simili. Anche se il montaggio è tecnicamente possibile, si rischia, quando lo spessore è meno di 4–5 mm, un'eccessiva fragilità delle lenti.
Anche per montature in cui la lente è tenuta con un filo di nylon (chiamate Nylor) il problema è più o meno lo stesso, si rischia sempre una rottura o scheggiatura della lente data da urti, pressioni eccessive o schiacciamenti. In questi casi è consigliato l'uso di lenti, sempre infrangibili, ma di materiale idoneo a questo tipo di montature, cioè policarbonato, trivex,tribrid o altri materiali organici ad alto indice come MR8,MR5,MR10,MR174